# 下野紘・巽悠衣子の小説家になろうラジオ
『下野紘・巽悠衣子の小説家になろうラジオ』（しものひろ・たつみゆいこのしょうせつかになろうラジオ）は文化放送で金曜日23:00-23:30に生放送されているラジオドラマ番組である。2018年10月放送開始、最初半年間は『文化放送ライオンズナイター』のオフシーズン限定番組として、水曜21:00-21:30に生放送され、2019年4月から現在の時間での通年番組となった。
同番組は、ライトノベルを中心とした小説の投稿専門サイト「小説家になろう」で投稿された作品の紹介を下野紘と巽悠衣子が紹介するとともに、小説の書き方や期間限定のイベント実施（かっこいいものしりとりなど）がある。

## 関連番組
- 寺島惇太と三澤紗千香の小説家になろうnavi（MBSラジオ）同一スポンサー協賛の企画ネット番組